# Zataria
Genre
Espèce
Zataria est un genre de plantes à fleurs de la famille des Lamiacées, décrit pour la première fois en 1876. Il ne contient qu'une seule espèce connue, Zataria multiflora, originaire du sud-ouest de l'Asie (Iran, Afghanistan, Pakistan, Cachemire),.
D'après une revue systématique, Z. multiflora est un désinfectant efficace contre les infections à Candida et peut être utilisé pour le contrôler.

## Publication originale
- Boissier P.E., 1844. Diagnoses Plantarum Orientalium Novarum, ser. 1, 1(5): 18.